# Marigny-le-Cahouët
Marigny-le-Cahouët è un comune francese di 268 abitanti situato nel dipartimento della Côte-d'Or nella regione della Borgogna-Franca Contea.

## Società

### Evoluzione demografica
Abitanti censiti